# Utricularia neottioides
Utricularia neottioides är en tätörtsväxtart som beskrevs av A. St. Hil. och Girard. Utricularia neottioides ingår i släktet bläddror, och familjen tätörtsväxter. Inga underarter finns listade i Catalogue of Life.